# Kingdom Hearts HD 1.5 ReMIX
Kingdom Hearts HD 1.5 ReMIX (キングダム ハーツ HD 1.5 リミックス Kingudamu Hātsu HD 1.5 Rimikkusu?) es un juego de acción de rol desarrollado por Square Enix y exclusivo para PlayStation 3 anunciado en septiembre del 2012. Es una compilación remasterizada en HD de la saga Kingdom Hearts realizada por el 10º aniversario de la saga. Fue lanzado el 14 de marzo de 2013 en Japón, y el 10 y 13 de septiembre de 2013 en Norteamérica y Europa (respectivamente)
Kingdom Hearts 1.5 HD ReMIX incluye tanto Kingdom Hearts Final Mix como Re:Chain of Memories en alta definición y con trofeos. Además contará con una colección de escenas remasterizadas en HD de Kingdom Hearts 358/2 Days dentro del "Modo Teatro" del juego.

## Juegos incluidos
Kingdom Hearts HD 1.5 ReMIX es un título recopilatorio, con un menú principal que da acceso a tres títulos completos. Han sido completamente adaptado, incluyéndose mejoras nuevas o de juegos posteriores (como puede ser el control de cámara y el cuarto comando del botón  (de Kingdom Hearts II), o modelos remasterizados y mejorados de personajes principales, procedentes de Kingdom Hearts Birth by Sleep o creados de cero), además de soporte para trofeos, mejor escalado del dibujo de escenarios lejanos, y otra serie de mejoras visuales que conforman la adaptación en alta definición.

### Kingdom Hearts Final Mix
Kingdom Hearts Final Mix es una edición extendida y ampliada en contenidos, niveles, elementos, personajes y escenas del juego original Kingdom Hearts. Su lanzamiento ocurrió únicamente en Japón, de modo que gracias al título recopilatorio su contenido exclusivo será por primera vez disponible en Europa y Norteamérica.
Su historia marca el inicio de la trama principal de la saga (la edición no extendida fue el primer videojuego). Sora, Riku y Kairi viven felizmente en las Islas Destino, jugando y fantaseando con la existencia de otros mundos. Una noche se desata una extraña tormenta, y Sora presencia como a su amigo Riku lo engulle la oscuridad, y Kairi desaparece entre sus brazos mientras extrañas y negras criaturas, Sincorazón, comienzan a emerger por doquier. La oscuridad engulle la isla y cuando Sora despierta, se descubre en un sitio que no ha visto nunca y emprende una búsqueda de sus amigos. Paralelamente, en el Castillo Disney, Donald descubre que el Rey Mickey ha desaparecido dejando una carta tras de sí, dándole órdenes a él y a Goofy de que encuentren "la Llave". Sin saberlo ninguno de los tres, sus caminos se cruzarían muy pronto.

### Kingdom Hearts Re:Chain of Memories
Es una remasterización desde cero del segundo juego de la saga (cuya historia conforma una parte importante del argumento, pero no se le considera uno de los títulos principales), Kingdom Hearts: Chain of Memories, título originario de GameBoy Advance que posteriormente se reharía desde cero para PlayStation 2 con gráficos tridimensionales entre otra serie de mejoras. Esta reedición fue distribuida en Japón y en Norteamérica, representando así el lanzamiento oficial del título por primera vez en Europa, lugar en que tan solo se había podido disfrutar el original de GameBoy Advance.
Los eventos de la historia se sitúan al final de Kingdom Hearts, anteriores a Kingdom Hearts II y paralelos a Kingdom Hearts 358/2 Days (o sus respectivas ediciones extendidas). Buscando a Riku y al Rey Mickey, Sora y sus amigos se topan con el Castillo del Olvido, un extraño lugar dónde se encuentran con unos misteriosos individuos, integrantes de la Organización XIII. En el Castillo han de llegar a encontrar algo verdaderamente importante, a costa de ir perdiendo sus recuerdos paulatinamente.

### Kingdom Hearts 358/2 Days
Un título original de Nintendo DS y cuyos hechos resultan las bases de algunas de las tramas principales además de clarificar el argumento y la historia de los personajes, sin llegar a convertirse en uno de los títulos principales. Un título que resultaba completamente jugable y cuya adaptación a mejores gráficos y ampliación de contenidos se plantearon las productoras, proyecto que finalmente se descartó en concepto de no retrasar el desarrollo del siguiente título de la saga principal, Kingdom Hearts III. Sin embargo, al tratarse de un título relevante, se trabajó en la adaptación en videos de la trama, mejorándose los ya existentes y creándose nuevas escenas, conformándose así serie de cinemáticas en formato película, algunas con contenido inédito y clarificativo en la trama, resultando un total de 2 horas y 50 minutos de video. Es el único título de la recopilación que no es jugable, además de no tratarse de una edición extendida de un original (este juego nunca contó con ampliaciones), fue lanzado en Europa y Norteamérica anteriormente a Kingdom Hearts HD 1.5 ReMIX.
Cuenta la historia de Roxas, miembro de la Organización XIII y de su amistad con Axel. Un día aparece un nuevo miembro, Xion, una chica con la que poco a poco Roxas hace buenas migas y con la que emprende misiones juntos; pero los orígenes de Xion y los planes que la Organización XIII guarda para ella y Roxas supondrán un obstáculo infranqueable en sus vidas, al igual que su propio deber y destino.

## Desarrollo y lanzamiento
En agosto de 2011, Nomura expresó su deseo de relanzar al mercado Kingdom Hearts en alta definición, aunque no confirmó ningún plan. El proyecto de relanzar el juego en alta definición tenía prioridad a la reedición en HD de Final Fantasy X, y fue durante más de un año el objetivo de dos programadores de Square Enix.
En septiembre de 2012, Square Enix anunció oficialmente el lanzamiento de Kingdom Hearts HD 1.5 Remix, el que sería una compilación exclusiva para PlayStation 3 de las versiones remasterizadas en alta definición de Kingdom Hearts Final Mix, Kingdom Hearts Re:Chain of Memories (juegos de PlayStation 2) y la historia completa de Kingdom Hearts 358/2 Days (juego de Nintendo DS) en animáticas; incluyéndose un nuevo sistema de control y soporte para trofeos, adaptándose así a la nueva plataforma. Se reveló que los modelos de los personajes usados en Kingdom Hearts 3D: Dream Drop Distance —como Sora, Riku o Amsem, por ejemplo— serían utilizados en lugar de los modelos originales en concepto de mejorar la calidad visual del juego. Esto no implica que los personajes sean diferentes morfológica o gestualmente, sino que contarán con un mayor grado de definición.
Dado que las inéditas de Kingdom Hearts que se incluirían posteriormente en Kingdom Hearts Final Mix no fueron dobladas en inglés por el casting de voces, aparecerán con las voces originales japonesas (aunque se ha confirmado que el juego estará completamente traducido para otros países, así que los diálogos estarán presumiblemente subtitulados, recurso común en las entregas de juegos de rol y la saga Kingdom Hearts.
Todas las escenas de Kingdom Hearts 358/2 Days, tanto si se trataba en el juego original de un video renderizado como de una secuencia de sucesos valiéndose de los gráficos del juego, se presentarán rehechas desde cero en un modo cinemático. Originalmente, se planeó hacer un remake en alta definición y para PlayStation 3 del juego completo —semejante a lo que ocurrió con Kingdom Hearts: Chain of Memories y Kingdom Hearts Re:Chain of Memories— pero eso retrasaría tanto el desarrollo del título recopilatorio como de la próxima entrega Kingdom Hearts III, de modo que se optó por incluirlo en el recopilatorio a base de cinemáticas como si fuera una película.
En enero de 2013, Jesse McCartney, el actor de doblaje norteamericano de Roxas, publicó en Instagram una foto en la que se mostraba al personaje en una —evidente— pantalla de sala de doblaje, con el subtítulo "Para todos los fans de Kingdom Hearts. Grabando el siguiente capítulo #KingdomHearts #Roxas #Gamers." ("For all you ‘Kingdom Hearts‘ Fans. Recording the next chapter, #KingdomHearts #Roxas #Gamers."). También publicó un video de un minuto de duración grabando las técnicas de ataque de Roxas, mientras se filmaba lo que parecía ser Kingdom Hearts 358/2 Days. Sin embargo, Square Enix eliminó la foto y el video. Tras mucha especulación de los fanes, se confirmó el lanzamiento del título recopilatorio para el 25 de febrero de 2013 en Japón. Posteriormente se anunció que el juego también sería distribuido en Norteamérica el 10 de septiembre de 2013, en Australia el 12 de septiembre de 2013, y, por último, en Europa el 13 de septiembre de 2013, a saber en Alemania, Francia, Italia, Reino Unido y España (según los portales traducidos de la página web oficial), aunque son de esperar también lanzamientos en Portugal y Grecia.
Estos detalles de lanzamiento suponen que por primera vez estarán disponibles fuera de Japón los juegos de Kingdom Hearts Final Mix y Kingdom Hearts Re:Chain of Memories, hasta ahora inéditos en el resto del mundo.
Se hizo oficial en marzo de 2013 a través de una entrevista de Famitsu que 66 pistas de banda sonora de los tres videojuegos (siendo la mayoría de Kingdom Hearts Final Mix fueron regrabadas de forma instrumental, al contrario que en los juegos originales en los que era electrónica.
En junio de 2013, Nomura afirmó que las bases del juego original de Kingdom Hearts se perdieron haría algún tiempo. Explicó: "[Los datos del juego] se perdieron, así que tuvimos que investigar, y tuvimos que emplearnos a fondo para hacer el juego y recrearlo todo en HD. Tuvimos que recrear todos los gráficos y no fue tan fácil"

### Lanzamiento en España
La distribución del juego de la mano de Square Enix y Disney Interactive tuvo lugar el 13 de septiembre de 2013, coincidiendo con el lanzamiento del título en todos los países de Europa. El juego cuenta con textos en español pero a diferencia de  Kingdom Hearts II (que fue lanzado completamente traducido, incluyendo doblaje al castellano con las voces oficiales), no cuenta con doblaje en castellano. El mes de su lanzamiento estuvo presente en la lista de los diez videojuegos más vendidos, ocupando dos puestos debido a la edición simple y la especial.

## Jugabilidad
Kingdom Hearts HD 1.5 ReMix es un juego de rol que cuenta con una jugabilidad similar a la de Kingdom Hearts Final Mix y Re:Chain of Memories.

### Kingdom Hearts Final Mix
En Kingdom Hearts y en la versión Final Mix, el menú tiene cuatro comandos: Ataque, Magia, Items, y un cuarto slot el cual variaba dependiendo de las acciones del jugador, dónde se encontraba, etc. El juego se revela con unos ligeros cambios en la jugabilidad.
El menú de opciones ahora tiene únicamente tres comandos, los cuales son; "Ataque", "Magia" e "Items", mientras que el cuarto comando ha sido reemplazados por diferentes comandos que aparecerán cuando sea posible llevarlos a cabo, activándose con el botón triángulo. La cámara trabajará de una manera muy similar a Kingdom Hearts II. La jugabilidad de Kingdom Hearts Final Mix fue modificada para que se pueda jugar de una forma similar a la vista en Kingdom Hearts II y Re:Chain of Memories.

### Kingdom Hearts Re:Chain of Memories
Cuenta con unos controles muy similares a Kingdom Hearts Final Mix al haber sido ambos restaurados y adaptados de la misma forma. La mayor diferencia reside en el sistema de batalla, que incorpora una serie de naipes o cartas con habilidades o movimientos.

## Secuela
El director del juego, Tetsuya Nomura, ha expresado su deseo además de haber sugerido que es muy posible a realizar una versión remasterizada de Kingdom Hearts II, la cual de seguir la línea iniciada por este título podría convertirse en una segunda recopilación. Se plantea el lanzamiento de lo que los fanes de todo el mundo han empezado a llamar Kingdom Hearts HD 2.5 ReMIX, cuestionando la inclusión en un próximo título recopilatorio de otros juegos no vistos anteriormente fuera de Japón o de un carácter secundario pero de soporte a la trama, tales como Kingdom Hearts Birth by Sleep Final Mix, Kingdom Hearts Re:coded, Kingdom Hearts 3D: Dream Drop Distance, además del principal Kingdom Hearts II Final Mix.